# Dorfen (Isar)
Die Dorfen ist ein Fließgewässer in Oberbayern und gehört zum Flusssystem der Isar.

## Name
1368 wird der Fluss lediglich als Ah bezeichnet (zu Diengen gelegen ienhalb der Ah) und ca. 1563 als Dorffa. Der Name ist eine Zusammensetzung aus Dorf und der Flussendung -aha.

## Verlauf
Die Dorfen entspringt nördlich des Ismaninger Speichersees in der Gemeinde Finsing und verläuft hauptsächlich nach Norden durch die Gemeinden Neuching, Moosinning, Oberding, Eitting und Berglern. Dort mündet sie im Naturschutzgebiet Isarauen zwischen Hangenham und Moosburg in die Isar.
Ursprünglich flossen der Dorfen mehrere Bäche zu, die in dem Moorgebiet nördlich von Kirchheim, Landsham und Pliening entsprangen. Nach der Anlage des Mittlere-Isar-Kanals und des Speichersees beginnt die Dorfen nun neu als Entwässerungsgraben nördlich des Speichersees.